# Bluff City, Kansas
Bluff City är en ort i Harper County i Kansas. Vid 2020 års folkräkning hade Bluff City 45 invånare.